# Ecsenius collettei
Ecsenius collettei är en fiskart som beskrevs av Springer 1972. Ecsenius collettei ingår i släktet Ecsenius och familjen Blenniidae. Inga underarter finns listade i Catalogue of Life.